# Allgemeine Verwaltungsvorschrift zur Straßenverkehrs-Ordnung
Die Allgemeine Verwaltungsvorschrift zur Straßenverkehrs-Ordnung (Abk. VwV-StVO) ist eine Verwaltungsvorschrift der deutschen Bundesregierung. Sie regelt die Umsetzung der Straßenverkehrs-Ordnung und die Ausführung von Verkehrseinrichtungen durch die kommunalen Straßenverkehrsbehörden und Straßenbauämter. Die Vorschrift basiert auf Artikel 84 Absatz 2 des Grundgesetzes. In der Anlage der VwV-StVO befindet sich der bundesweite Katalog der Verkehrszeichen (VZKat).

## Inhalt
Die in der Öffentlichkeit wenig bekannte VwV-StVO enthält zu fast jedem Paragraphen der StVO Erläuterungen und Anweisungen. Unter anderem beziehen sich diese auf:
- Fahrbahnmarkierungen
- die bauliche Anlage von Fahrstreifen und Kreuzungen
- Radverkehrsanlagen
- die Größe und Aufstellung von Verkehrszeichen
- die Einrichtungen von Lichtzeichenanlagen.

## Weitere Regelwerke
Die VwV-StVO und der VZKat enthalten eine Reihe von Verweisen auf technische Regelwerke, welche in der Praxis relevant sind und teilweise von der FGSV herausgegeben werden, insbesondere:
- Richtlinien für die wegweisende Beschilderung außerhalb von Autobahnen (RWB)
- Richtlinien für die wegweisende Beschilderung auf Autobahnen (RWBA)
- Richtlinien für die touristische Beschilderung (RtB)
- Richtlinien für Umleitungsbeschilderungen (RUB)
- Richtlinien für die verkehrsrechtliche Sicherung von Arbeitsstellen an Straßen (RSA)
- Richtlinien für Lichtsignalanlagen (RiLSA)
- Richtlinien für Wechselverkehrszeichen an Bundesfernstraßen (RWVZ)
- Richtlinien für die Markierung von Straßen (RMS-1 und RMS-2)

Die meisten dieser Regelwerke sind jedoch im Gegensatz zur VwV-StVO nach § 5 Abs. 3 UrhG urheberrechtlich geschützt, sofern sie nicht im Verkehrsblatt im Wortlaut abgedruckt wurden.

## Geschichte

### Novelle 2014
Es wurde eine Vorschrift zu § 21 Abs. 1a StVO (geeignete Kindersitze) ergänzt.

### Novelle 2015
Es wurden Regeln zur Bevorrechtigung elektrisch betriebener Fahrzeuge eingeführt.

### Novelle 2017
Die Regeln zur übermäßigen Straßenbenutzung wurden überarbeitet. Die Anlage wurde als Katalog der Verkehrszeichen (VzKat) neu gefasst.

2017 eingeführtes Zusatzzeichen für Querparken, in ähnlicher Form bereits in der DDR verwendet

Umleitungsbeschilderung Dreiviertelkreis

Mit dem Verkehrszeichenkatalog von 2017, der den Katalog von 1992 ablöste, wurden Änderungen an der Nummerierung und Benennung vorgenommen. Geändert wurde auch die Systematik im Bereich der Zusatzzeichen.

### Novelle 2021
Die VwV-StVO wurde an die 2020 geänderte StVO angepasst. Aufgenommen wurde u. a. der Ansatz der „Vision Zero“. Ergänzt bzw. geändert wurde auch der zugehörige VzKat als Anlage.

### Novelle 2025
Mit dieser Änderung wurde die VwW-StVO wiederum an die im Vorjahr beschlossene StVO angepasst. Außerdem enthält die Novelle Änderungen, die Großraum- und Schwertransporte erleichtern sollen. Sie trat am 10. April 2025 in Kraft und enthält auch neue Verkehrszeichen, etwa für den Ladebereich.